# Laurent Lefeuvre
 (octobre 2018).
Laurent Lefeuvre est un auteur de bande dessinée français né en 1977 à Rennes.
Sa principale création est le super-héros Breton Fox-Boy, ainsi que l'univers éditorial fictif dont il est issu : le ROAyaume (du nom des fictives éditions ROA).

## Biographie
En 2018, Lefeuvre fait partie du comité d'organisation du festival de bande dessinée de Saint-Malo Quai des Bulles.
En 2023, il publie Refuge(s) qui retrace le parcours de réfugiés accueillis en Bretagne entre 2016 après le démantèlement de la jungle de Calais et 2022 avec l'arrivée d'Ukrainiens à la suite de l'invasion de l'Ukraine par la Russie.

## Publications

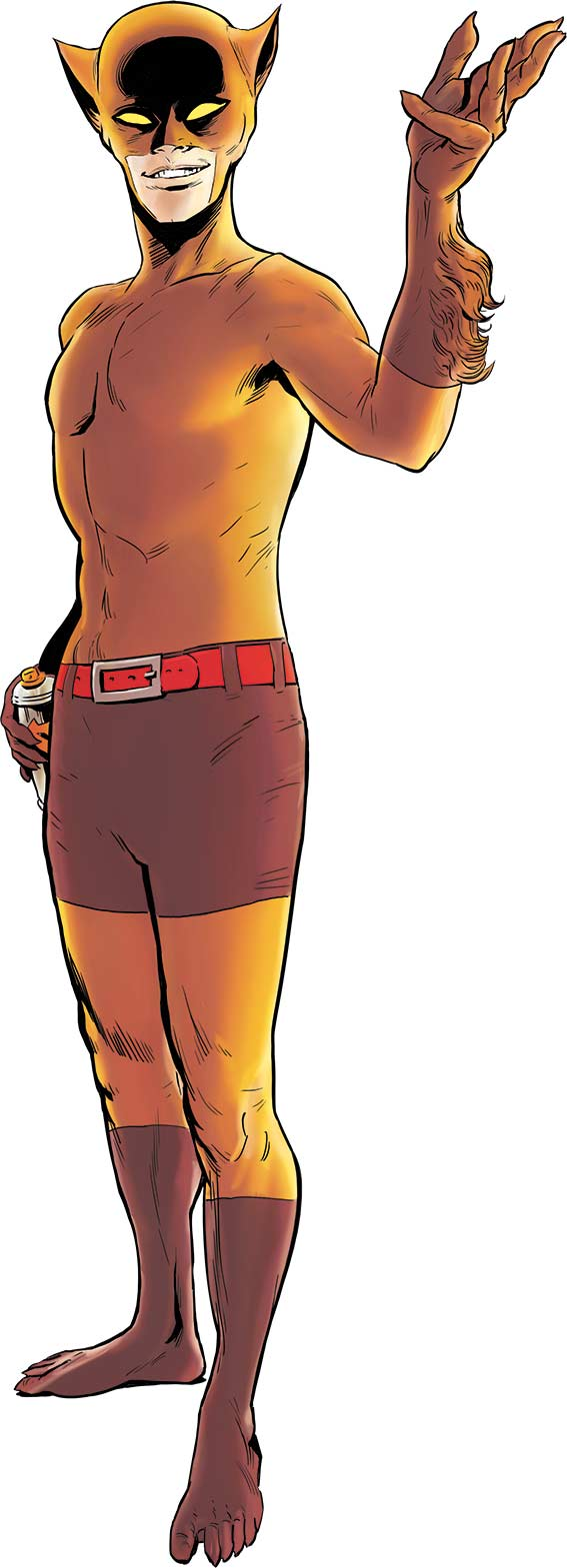
Dessin réalisé pour représenter le personnage dans une fiche descriptive dans le troisième tome de la série. (Fox-Boy)

- Carnet de Route d'un Chasseur de Lutins (Éditions Au bord des continents) (textes : Stéphanie Richard), 1996
- Le Guide des lutins comestibles de Brocéliande (Éditions P'tit Louis), 2005
- Comment cuisiner lutins et fées (Éditions P'tit Louis), 2006
- 30 Recettes de Lutins Délicieux, (Éditions P'tit Louis), 2007
- 30 Recettes de Lutins Vénéneux, (Éditions P'tit Louis), 2007
- Louzet eo an Dour (L'eau est salie), fable écolo pour enfants publiée en breton Keit Vimp Bev, et en occitan Scop Vistedit (textes : Yann-Fanch Jacq), 2008
- Tom et William, collection Signé, Le Lombard, 2010
- Le Secret de Hans (Keit Vimp Bev), 2010
- Contes Léonards 20 illustrations en noir et blanc textes de Sandrine Pierrefeu (Coop Breizh), 2011
- La Merveilleuse Histoire des Editions ROA reprise du blog des fausses couvertures d'illustrés (Éditions Mosquito), 2012
- Paotr Louarn (Fox-Boy) Comic-book tiré à 500 exemplaires, reprise des premiers épisodes parus en presse. Couverture encrée par Klaus Janson (Éditions Black and White), 2012
- Fox-boy t.1 - La Nuit du Renard, aventures inédites, dans la collection Comics Fabrik, Delcourt, sept. 2014
- Paotr Louarn  1 - Nozvezh al Louarn, comic-book en breton comprenant les chapitres 1 et 2 de Fox-Boy t.1 - oct 2014
- Paotr Louarn   2 - Roll Penan (premier rôle), comic-book en breton comprenant les chapitres 3 et 4 de Fox-Boy t.1  - oct. 2015
- Fox-boy t.2 - Angle Mort (deux aventures complètes), dans la collection Comics Fabrik, Delcourt, avril 2016
- Paotr Louarn   3 - Droug Ar Bleiz (Le Mal Loup), comic-book en breton comprenant les chapitres 1 et 2 de Fox-Boy t.2  - oct. 2016
- Comme Une Odeur De Diable, Contes de Claude Seignolle - avant-propos de Pierre Dubois (Editions Mosquito), 2017
- Paotr Louarn 4 - Hent Dall (Angle Mort), comic-book en breton comprenant le second récit de Fox-Boy t.2 - oct. 2017
- Atelier/Workshop, Artbook Komics Initiative - oct. 2018
- Fox-boy Hors-série - La Sorcière de Cilaos, Komics Initiative, octobre 2018
- Super Peinard, Komics Initiative, 2020
- Fox-Boy t.1 Troisième Souffle, Komics Initiative, 2020
- Fox-Boy t.2 La Nuit trafiquée, Komics Initiative, 2021 - Sélection officielle du Festival d'Angoulême 2022
- Fox-Boy t.3 Angle Dérivé, Komics Initiative, 2022

### Coloriste
- Le Candidat / Malo Louarn. Rennes : Éditions P'tit Louis, 03/2007, 56 p.  (ISBN 978-2-914721-27-1)
- Les Aventures de Vick et Vicky tome 13 : Le Fantôme de Fort-la-Latte, de Bruno Bertin. Rennes : Éditions P'tit Louis, 10/2007, 42 p.  (ISBN 978-2-914721-31-8)
- 2011 - Zazou (tomes 1 et 2) par Marc et Isabel Cantin et illustrations de Thierry Nouveau (Éditions Rageot).
- 2013 - Barbe-Bleue (one-shot) par Philippe Bonifay (scén.) Stéphane Duval (dessin). (Glénat).

### Affiches, fresques, interventions, expositions
Lefeuvre est commissaire d'expositions pour le festival de bande dessinée Quai des Bulles à Saint-Malo, dont : Collection privée Corteggiani  (2013), Mikros et Photonik : Les Super-Héros Français des éditions Lug (2014), BD Chinoise (2015), Nuit Noire sur Brest (2016), Michel Plessix (2017) Conan le Cimmérien (2018).